# Hispano E-30
Hispano E-30 là một loại máy bay được thiết kế chế tạo ở Tây Ban Nha vào năm 1930. Nó được sử dụng làm máy bay huấn luyện.

## Biến thể
E-30 H
E30
E-303

## Quốc gia sử dụng
Cộng hòa Tây Ban Nha
- Aviación Militar - 18 chiếc
- Hải quân Cộng hòa Tây Ban Nha
  - Aeronáutica Naval - 7 hoặc 8 chiếc
- Không quân Cộng hòa Tây Ban Nha

 Spain (Nhà nước Tây Ban Nha)
- Không quân Tây Ban Nha

## Tính năng kỹ chiến thuật (E-30)
Dữ liệu lấy từ Lage
Đặc tính tổng quan
- Kíp lái: 2
- Chiều dài: 7,95 m (26 ft 1 in)
- Sải cánh: 12,0 m (39 ft 4 in)
- Diện tích cánh: 22,47 m2 (241,9 foot vuông)
- Trọng lượng rỗng: 916 kg (2.019 lb)
- Trọng lượng có tải: 1.350 kg (2.976 lb)
- Động cơ: 1 × Hispano-Wright 9 Qd , 190 kW (250 hp)
- Cánh quạt: 2-lá

Hiệu suất bay
- Vận tốc cực đại: 225 km/h (140 mph; 121 kn)
- Vận tốc tắt ngưỡng: 90 km/h (56 mph; 49 kn)
- Trần bay: 6.500 m (21.325 ft) practical
- Thời gian lên độ cao: 5.200 m (17.000 ft) in 24 in